# Aérodrome de Chipata
L'aéroport de Chipata (code IATA : CIP • code OACI : FLCP) est situé dans l'Est de la Zambie, près de la ville de Chipata, à environ 500 km, par l'air, au nord-est de Lusaka.

## Situation
| Chipata Livingstone Lusaka Mansa M'fuwe Ndola Solwezi Kasama |

## Compagnies aériennes et destinations
| Compagnies       | Destinations |
| ---------------- | ------------ |
| Proflight Zambia | Lusaka       |